# Tethea or
Tethea or — вид метеликів родини серпокрилок (Drepanidae).

## Поширення
Вид поширений в Південній і Центральній Європі та Північній Азії на схід до Японії. Присутній у фауні України. Мешкає в теплих і вологих листяних лісах з тополевими насадженнями, особливо в алювіальних лісах, струмках і долинах річок, а також у парках.

## Опис

♂
♂ △

Розмах крил від 38 до 43 мм. Задні крила монохромно-сірі. На передніх крилах видно темно-сірий малюнок. У базальному полі є темна смуга, яка безпосередньо прилягає до внутрішніх поперечних жилок. Існують також чорні форми молі (меланісти). Вони суцільно чорні, мають помітні білі плями.

## Спосіб життя
Метелики літають двома поколіннями з квітня до середини серпня. Активні вночі. Самиці відкладають яйця невеликими групами на листя кормових рослин. Гусениці живляться листям різних видів верби тополі, переважно осики. Вони годуються вночі, а вдень ховаються між двома сплетеними між собою листками. Заляльковуються на землі між сухим листям у павутині і вилуплюються навесні.

## Підвиди
- Tethea or or (Європа, Туреччина)
- Tethea or akanensis (Matsumura, 1933) (Японія)
- Tethea or terrosa (Graeser, 1888) (Росія, Монголія, Китай, Корея)